# 联星遗址
联星遗址，位于中国青海省共和县共和乡联星村，为青海省市县级文物保护单位，公布日期为2003年6月20日，类型为古遗址。
联星遗址的历史年代为新石器。